# Зенде
Зенде (нім. Sehnde) — місто (з 18 жовтня 1997 року) і незалежний муніципалітет в землі Нижня Саксонія на південно-східній околиці регіону Ганновер. Муніципалітет складається з 15 районів з приблизно 24 500 жителями.
Площа — 103,44 км2. Населення становить 23 769 ос. (станом на 31 грудня 2021).
Регіональна реформа, яка набула чинності 1 березня 1974 року, створила новий муніципалітет Зенде шляхом об'єднання п'ятнадцяти автономних муніципалітетів-сіл: Білм, Больцум, Долген, Еверн, Гретенберг, Хаймар , Ховер, Ільтен, Кляйн, Лобке, Мюлінген, Ретмар, Зенде, Вассель, Вемінген і Віррінген. 1997 року Зенде отримало статус міста .

## Галерея

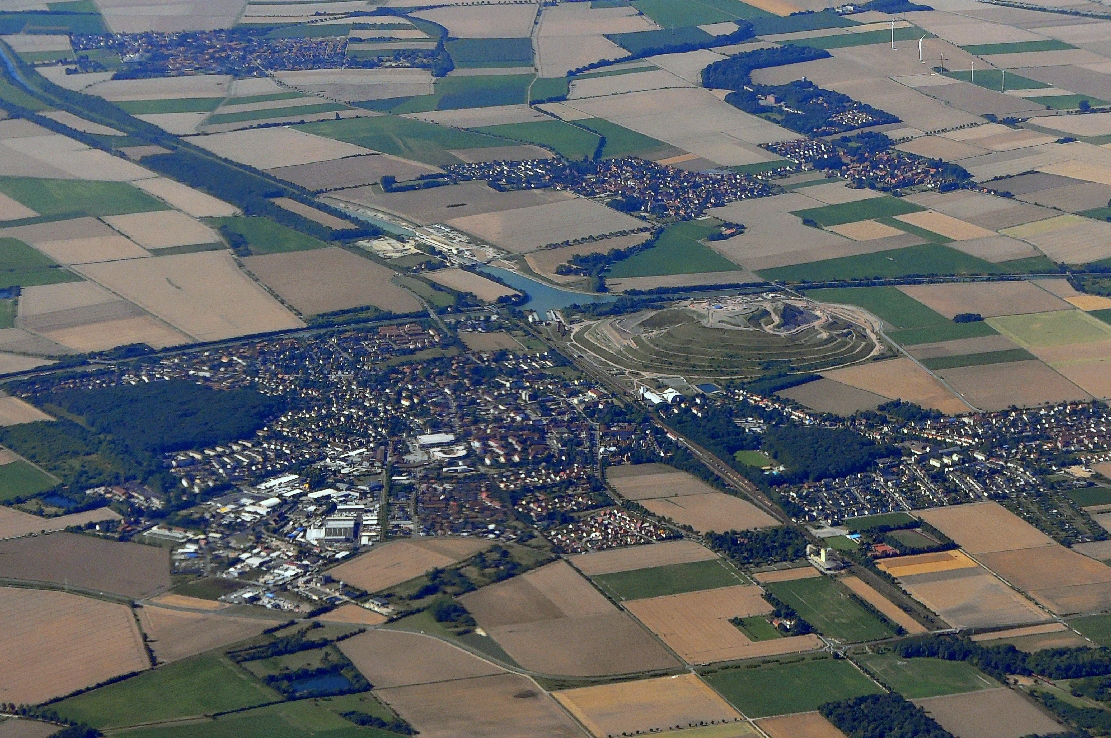
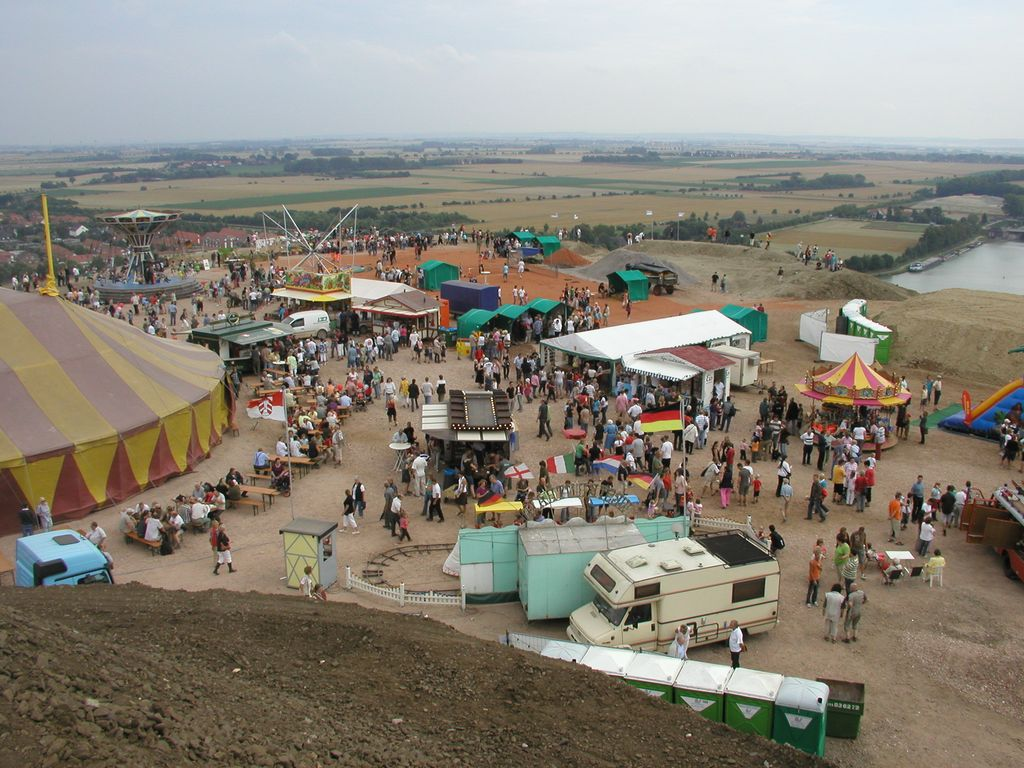
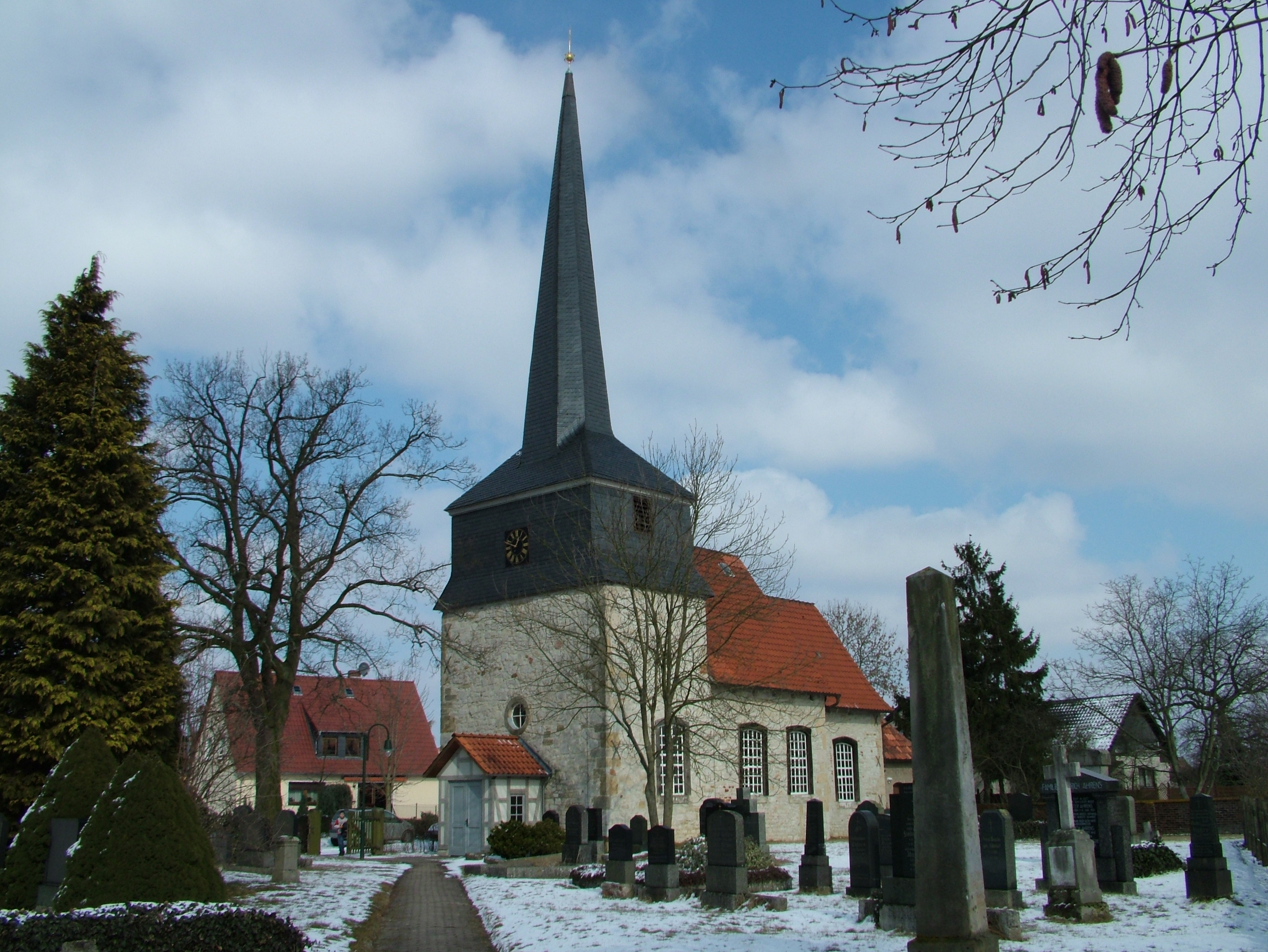
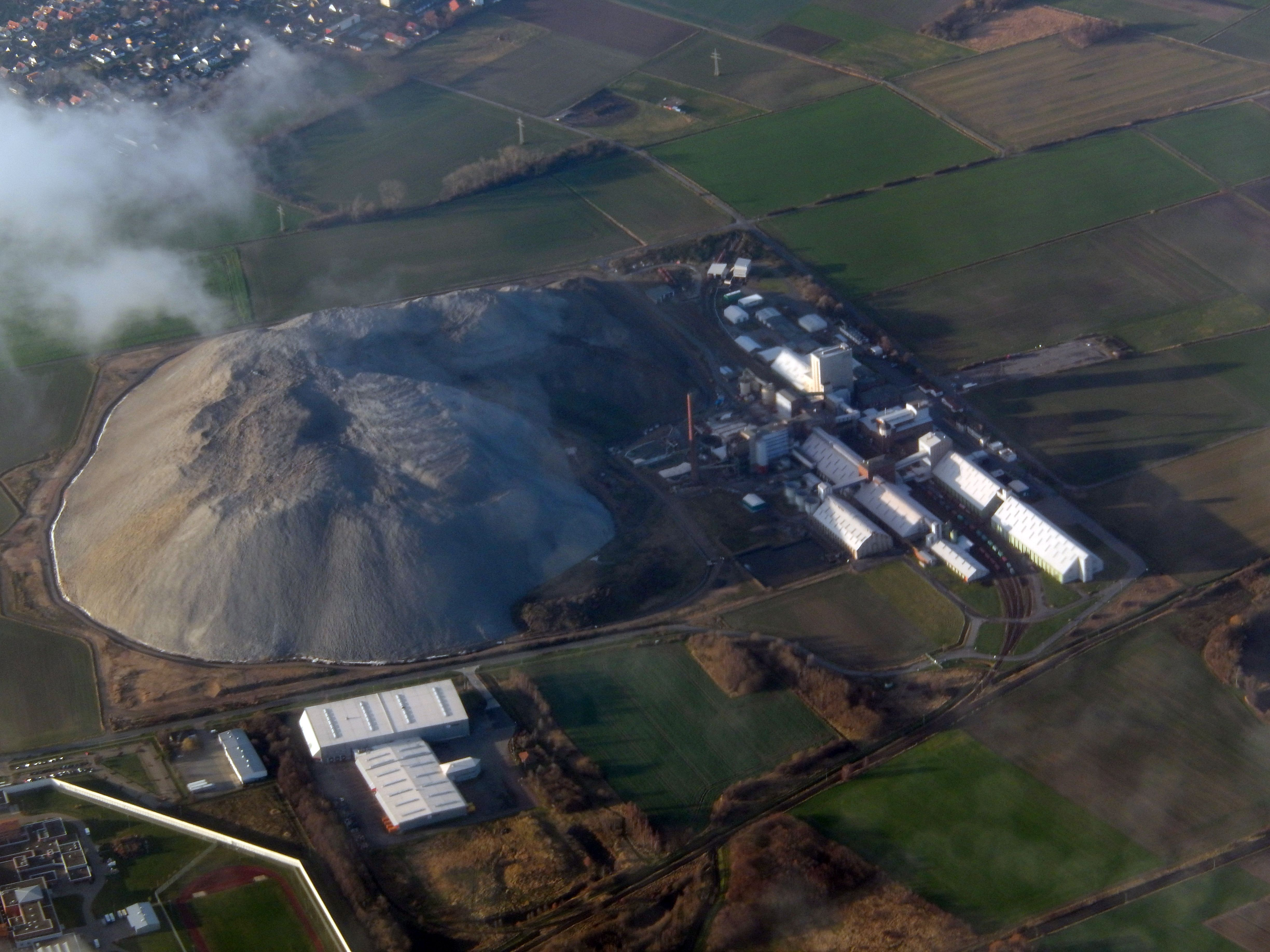